# Barrage de Burqin Shankou
Le barrage de Burqin Shankou (chinois simplifié : 布尔津山口水利枢纽工程 ; pinyin : Bù'ěrjīn Shānkǒu shuǐlì shūniǔ gōngchéng) est un barrage voûte situé dans le xian de Burqin au Xinjiang, en République populaire de Chine. Il est construit sur la rivière Burqin, un affluent de l'Irtych, à l'endroit où celui-ci quitte les monts Altaï pour couler dans la plaine de l'Irtych.

## Caractéristiques
Le barrage est haut de 94 m et long de 311,5 m. Sa largeur est de 10 m au sommet et de 27 m à la base. Le barrage engendre un réservoir de 0,221 km3 qui occupe une superficie de 3,9 km2 avec 28,2 W/m2 de densité de puissance.
La centrale hydroélectrique du barrage a une puissance de 220 mégawatts et peut produire 391 GWh, dont 390,2 GWh sont fournis au Northwest China Power Grid (NCPG).
Le barrage est aussi équipé d'un système d'entrée et de rejet des eaux, d'une centrale électrique, de deux transformateurs principaux et de quatre ensembles de lignes de transmission de 220 kV.

## Historique
La construction du barrage débute en juillet 2009. En septembre 2014, le barrage est entièrement bétonné. Le réservoir est rempli le 30 avril 2015 et le premier générateur est commandé le 5 novembre 2015,.

## Contexte et projets
Le Northwest China Power Grid produit la plupart de son courant dans des centrales thermiques. Le barrage de Burqin Shankou réduit donc la dépendance du NCPG vis-à-vis des énergies fossiles. Il produit autant d'électricité que les centrales thermiques de la NCPG et empêche l'émission de 325 442 tonnes de CO2 par an.
La rivière Burqin se jette dans l'Irtych dans la ville de Burqin, en aval de la plupart des sources de prélèvement chinoises, et poursuit son cours vers le Kazakhstan voisin. Par conséquent, c'est le barrage de Burqin Shankou qui approvisionne en eau le côté chinois. C'est pourquoi la première étape du projet Bring Western Water to the East (西水东引一期工程) requiert la construction d'un canal entre le réservoir de Burqin Shankou et le réservoir du Project 635 (en) qui est situé sur l'Irtych à 100 km en amont de la ville de Burqin.